# Breitach
Breitach er en 21 km lang å, som udmunder i floden Iller (biflod til Donau).  

## Åens forløb
Åen dannes i Baad i Mittelberg i Kleinwalsertal i Østrig hvor tre små kildebække løber sammen. Den flyder i nordvestlig retning gennem en dal der tidligere har fået navnet Breitachtal. Ved Walserschanze krydser den grænsen til Tyskland gennem den smalle Breitachklamm. Her får den tilløb fra Starzlach der kommer fra vest. Ved Illerursprung / Oberstdorf danner den sammen med Stillach og Trettach floden Iller.
Meget øvede kan rafte, men derudover byder åen på såkaldte Breitachsteine, som er brune mineraler i små fragmenter, som kun forefindes her.